# Jacques-Alphonse De Zeegant
Jacques-Alphonse De Zeegant (Ottignies, Bélgica, 16 de mayo de 1955) es un músico, compositor, pintor y filántropo belga. Su música, compuesta en el siglo XXI, pertenece al posmodernismo.

## Biografía
Comenzó a estudiar piano a los 14 años. Tres años después ingresó en el Conservatorio real de Bruselas, donde recibió clases de piano de André Dumortier y Valery Afanasiev. Su profundo apego a los valores humanos y espirituales lo empujó a ir a África para realizar labores humanitarias. A su regreso, completó su formación musical en el Conservatorio real de Bruselas. Posteriormente recibió lecciones de orquestación de Jacqueline Fontyn y consejos de Philippe Boesmans. Fue compositor residente de la Orquesta Sinfónica de Hulencourt desde 2014 hasta 2022.

## Obras
Sinfonías
- Sinfonía n°1 «Le Chemin des Dames»
- Sinfonía n°2 «Les Deux Colombes»
- Sinfonía nº3 «Ressurectio Poloniae»

Óperas
- La Brèche
- La Déchirure
- La porte de Cristal

Conciertos
- Concierto para flauta y orquesta
- Concierto para dos pianos y orquesta
- Concierto para piano y orquesta n°1
- Concierto para piano y orquesta n°2
- Concierto para piano y orquesta n°3
- Concierto para violín y orquesta n°1
- Concierto para violín y orquesta n°2
- Concierto para violonchelo y orquesta

Música religiosa
- Gran Misa por el Regreso Glorioso de Cristo para cuatro solistas, coro mixto y orquesta
- Pequeña Misa para orquestra de cámara y coro
- Oratorio «Le Mystère du Salut»
- «Visioni» para coro, soprano y arpa

Otras composiciones
- Dúo para flauta y clave
- Dúo para violín y piano «Souvenirs d’Espagne»
- Trío para piano, flauta y clarinete
- Trío para piano, violín y violonchelo
- Cuarteto de cuerda «Brasser Carré»
- Quinteto para flauta, clarinete, trompa, violín, piano, percusión y recitador “Larmes de Perle”
- Quinteto para teclados
- Sonata para piano
- Sonata para violín
- Suite para violín
- Ballet «L’Oiseau enchanté»
- Poema sinfónico para soprano y orquesta
- Cuatro noches para soprano y orquesta
- Variaciones para piano sobre un tema ruso
- Doce melodías «Une saison en enfer»
- Doce melodías «Le Voyage d’Icare»